# Who's Back?
Who's Back? è il sedicesimo album in studio (l'ottavo della discografia giapponese) della cantante sudcoreana BoA, pubblicato nel 2014.

## Tracce
1. First Time – 3:47
2. Shout It Out – 4:02
3. Only One – 3:39
4. Fun – 4:05
5. Message – 3:06
6. Woo Weekend – 3:56
7. Milestone – 3:07
8. I See Me – 5:04
9. Masayume Chasing (True Dream Chasing) – 3:41
10. The Shadow – 3:22
11. Close to Me – 4:20
12. Call My Name – 3:44
13. Baby You.. – 3:19
14. Tail of Hope – 3:49